# Plantago sempervirens
Plantago sempervirens är en grobladsväxtart som beskrevs av Heinrich Johann Nepomuk von Crantz. Plantago sempervirens ingår i släktet kämpar, och familjen grobladsväxter. Utöver nominatformen finns också underarten P. s. barraui.

## Bildgalleri

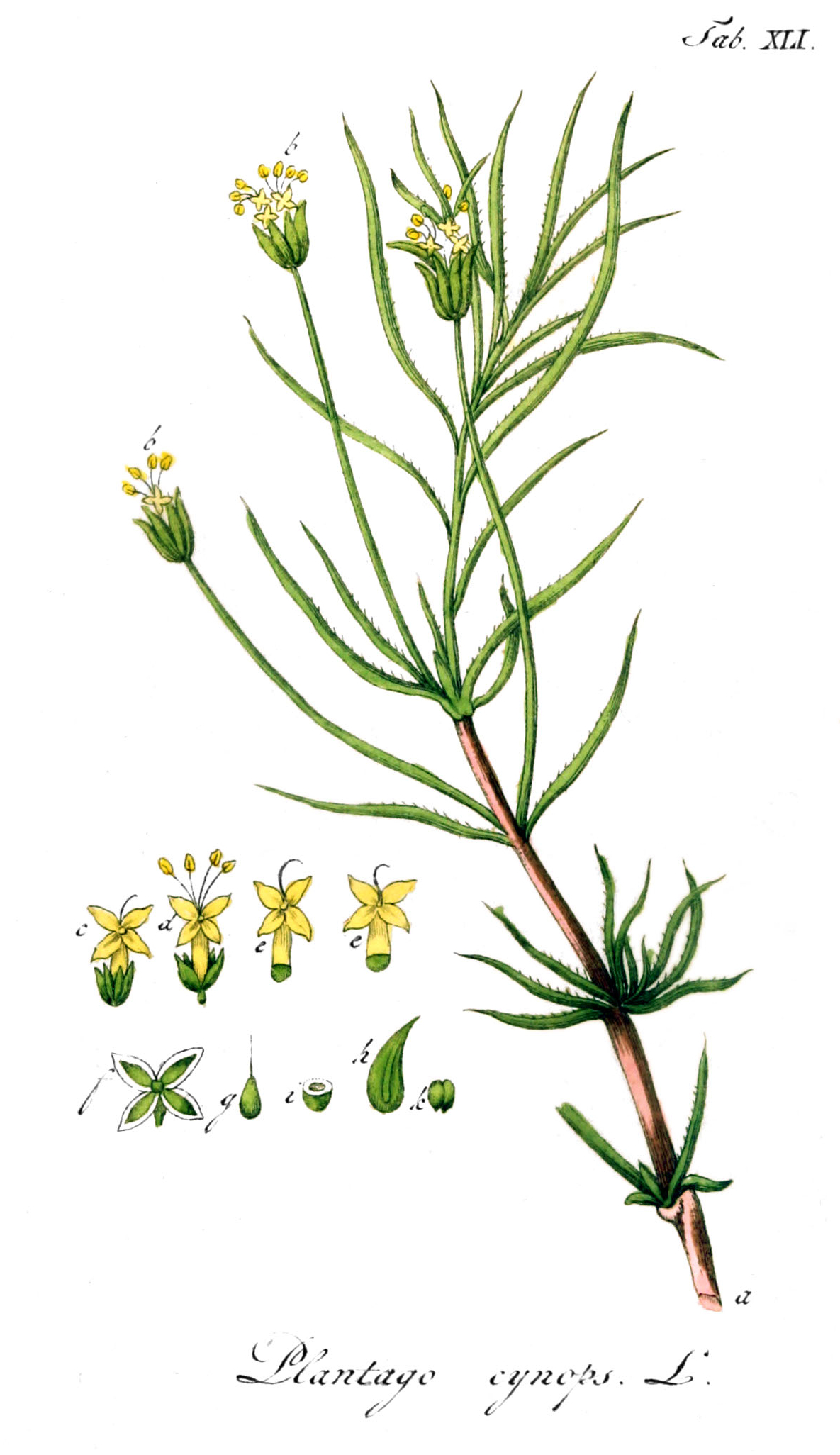
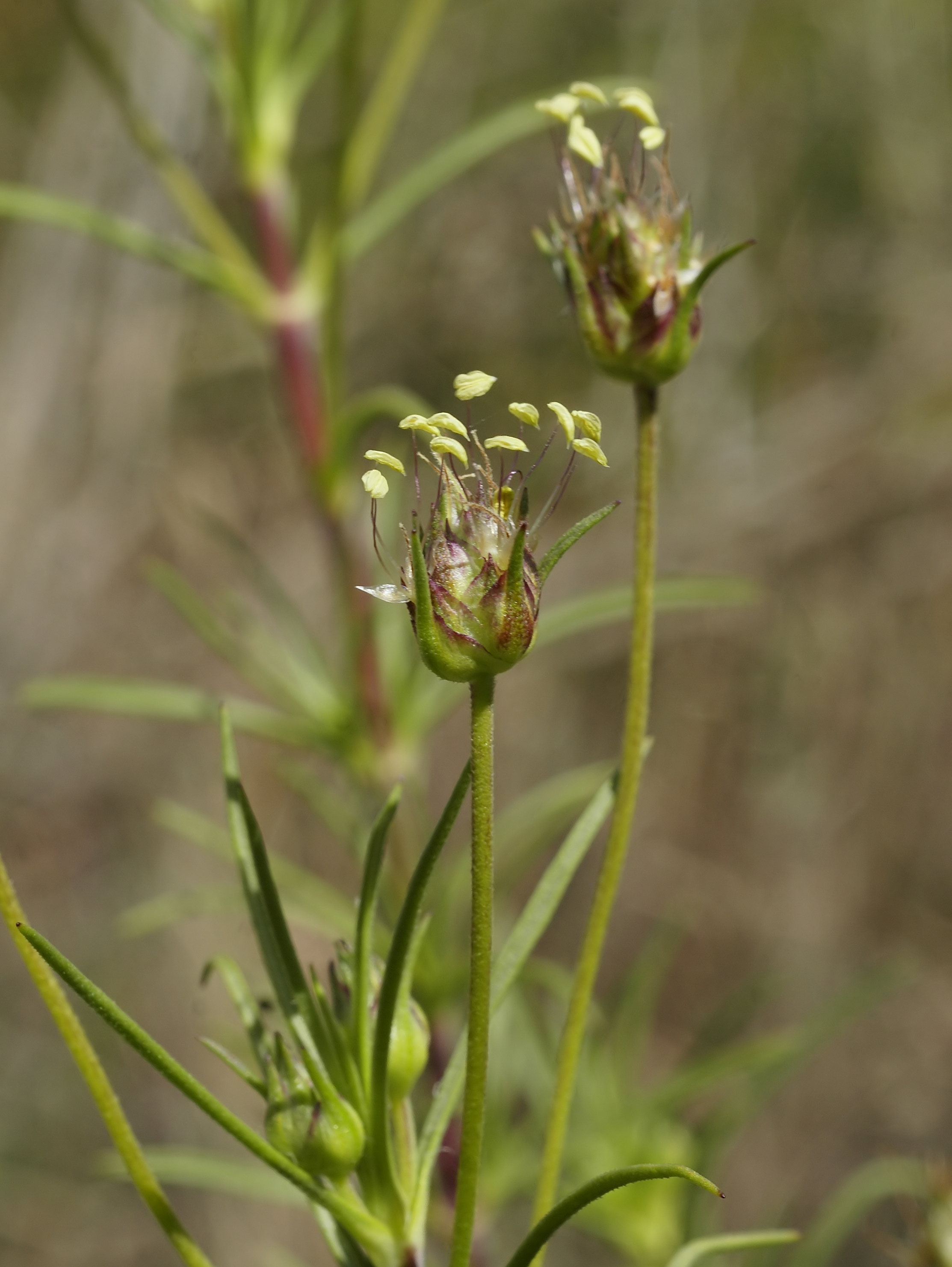